# Carlos Belmonte Stadion
A Carlos Belmonte Stadion (teljes spanyol nevén: Estadio Municipal Carlos Belmonte, azaz Carlos Belmonte Községi Stadion) a spanyolországi Albacete legfontosabb sportlétesítménye, az Albacete Balompié labdarúgóklub otthona.

## Története
Az Albacete csapata alapításától fogva ezen a helyen játszott, igaz, a kezdeti időkben csak a pálya egyik oldalán létezett egy (fából ácsolt) lelátó, valódi stadionjuk nem volt. A szurkolók részéről azonban egyre növekedett az igény egy jobb létesítményre, ezért Carlos Belmonte polgármester közreműködésével rendkívül rövid időn belül felépült az új stadion: 1959-ben kezdték el építeni és 1960 szeptemberében (12 000 néző előtt) már fel is avatták. Ekkor a játéktér körül egy atlétikai pálya is húzódott. A lámpaoszlopok 1970 után épültek fel.
Miután 1991 nyarán a házigazdák feljutottak az első osztályba, a stadion ismét kicsinek bizonyult. Ezért az önkormányzat egy újabb lelátót építtetett az egykori eredményjelző helyére (a lelátórész emiatt a Tribuna Marcador, azaz „eredményjelző-lelátó” nevet kapta). Ezzel a létesítmény befogadóképessége 14 000 főre nőtt, igaz, ennek a fele csak állóhely volt. Szerették volna átalakítani úgy, hogy az összes nézőnek jusson ülőhely (ez többek között UEFA-előírás is volt), de a csapat nem maradt meg tartósan az élvonalban, ezért a bővítés évről évre csak tovább halasztódott.
Végül 1998-ban elkezdődött a nagyszabású átépítés, amelynek során megszüntették a nézőtéri állóhelyeket, az atlétikai pályát, és új öltözők is létesültek. 2017 nyarán új tulajdonosa lett a klubnak, egyúttal a létesítmény kinézetét is modernizálni kezdték.

## Leírás
A stadion Albacete tartomány székhelyén, Albacete városában található, a történelmi belvárostól délre. A körülbelül észak-déli tájolású pálya körüli lelátók befogadóképessége 17 524 fő.

## Képek

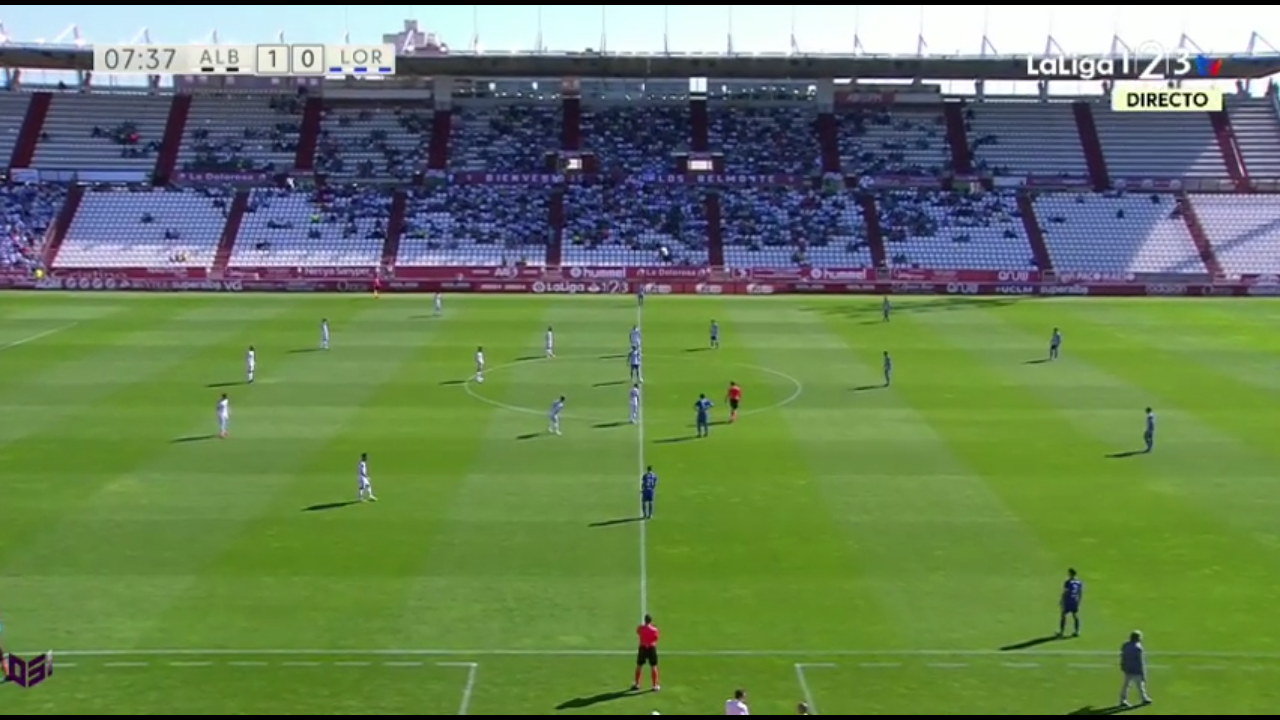
A pálya
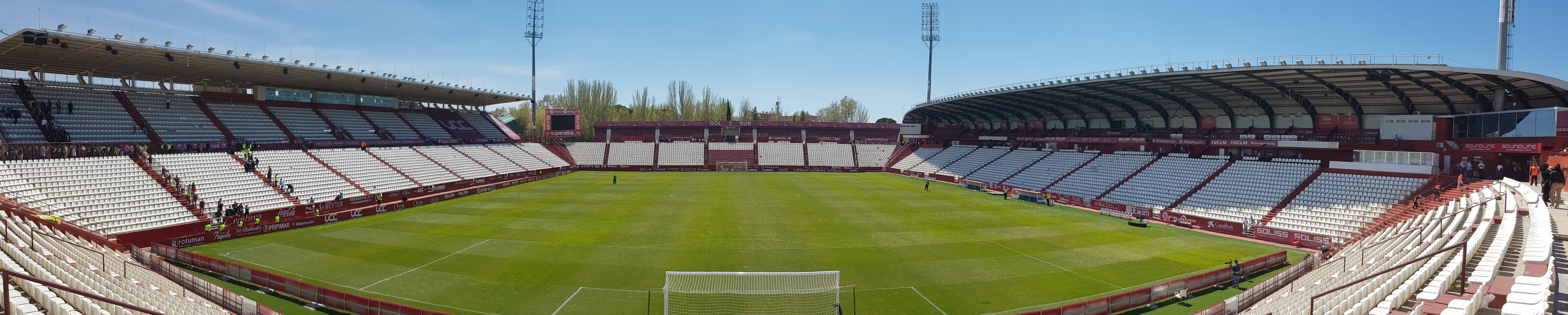
Belső panorámakép
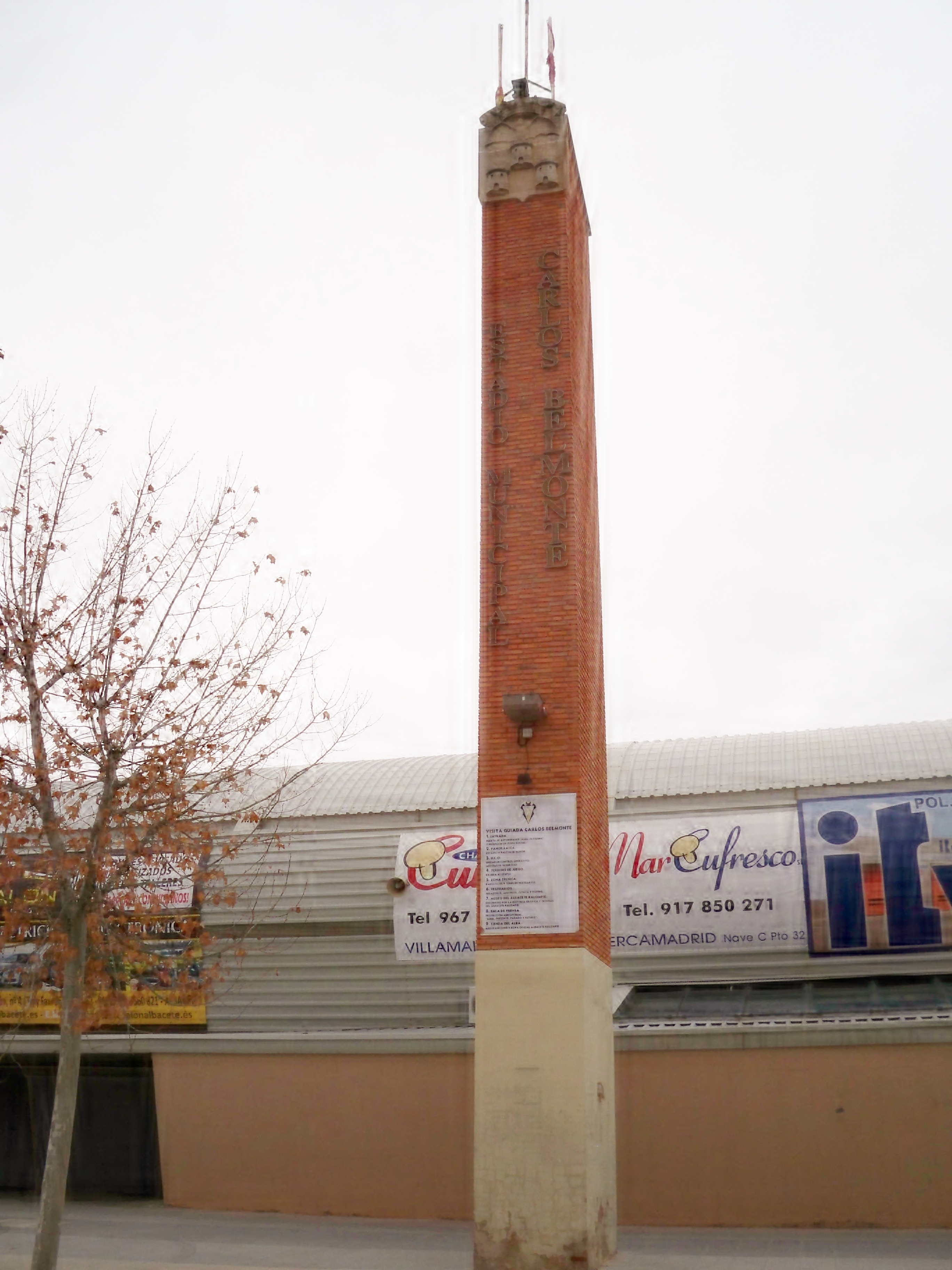
Emlékmű a stadion mellett